# CIF (Incoterm)

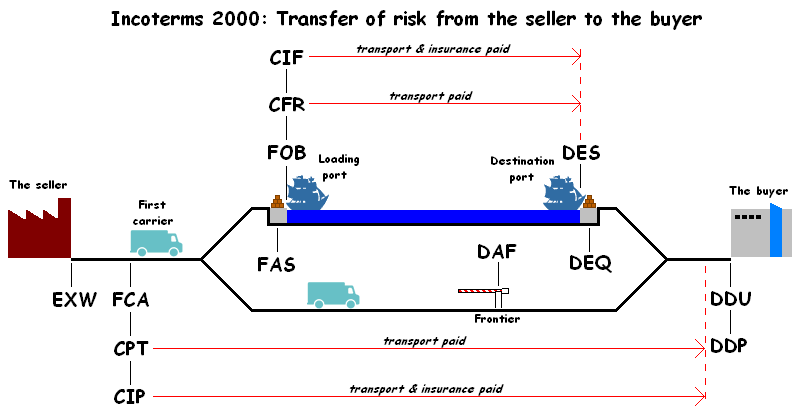
So sánh các hình thức giao hàng

Giá thành, Bảo hiểm và Cước là một thuật ngữ chuyên ngành trong thương mại quốc tế được viết tắt là CIF (tiếng Anh: Cost, Insurance and Freight) được sử dụng rộng rãi trong các hợp đồng mua bán trong thương mại quốc tế khi người ta sử dụng phương thức vận tải biển.

## Nội dung
CIF (COST, INSURANCE AND FREIGHT)... destination port's name = Giá thành, bảo hiểm và cước phí....cảng đến quy định
Khi giá cả được nêu là CIF, nó có nghĩa là giá của bên bán hàng đã bao gồm giá thành của sản phẩm, cước phí vận chuyển và phí bảo hiểm. CIF là một thuật ngữ thương mại quốc tế (xem bài Incoterm). Điều khoản này thường nằm trong điều khoản Giá cả trong hợp đồng ngoại thương (UNIT PRICE). ví dụ: USD 2000/MT, CIF Ho Chi Minh City port, incoterms 2000
CIF, ngoại trừ phần bảo hiểm, là đồng nhất với Giá thành và cước (CFR) trong mọi khía cạnh, và các dẫn giải như vậy được áp dụng, bao gồm cả khả năng áp dụng được của nó đối với hàng hải theo tập quán. Bổ sung thêm các trách nhiệm của CFR, bên bán hàng theo các điều kiện giá CIF cần phải có bảo hiểm đơn có thể chuyển nhượng được để bảo chứng (tiền đảm bảo) cho các rủi ro trong quá trình vận chuyển từ các nhà bảo hiểm. Giá trị của bảo hiểm đơn cần bảo chứng cho giá CIF cộng 10 phần trăm và khi có thể cần phải là loại hình tiền tệ đã được ghi trong hợp đồng mua bán. Lưu ý rằng chỉ có bảo chứng cơ bản nhất được yêu cầu tương đương với các khoản mục của điều khoản "C", và bên mua hàng thông thường hay đòi hỏi bảo hiểm đơn dạng bảo chứng cho "mọi rủi ro" ("all risks") phù hợp với các khoản mục trong điều khoản "A". Trách nhiệm của bên bán hàng đối với hàng hóa kết thúc khi hàng hóa được giao cho nhà vận tải hàng hải hoặc khi được giao lên boong tàu vận tải tại điểm đi, phụ thuộc vào các thuật ngữ trong hợp đồng bảo hiểm.
Thuật ngữ này chỉ thích hợp cho vận tải hàng hải tập quán, không phải là ro/ro hay vận chuyển container quốc tế.

## Hoa Kỳ
Các thông lệ ngoại thương của Mỹ đưa ra trong "Định nghĩa ngoại thương của Mỹ" có sáu loại:
- Giao hàng tại nơi sản xuất (Ex Point of Origin - EPO).
- Giao hàng trên phương tiện vận chuyển (Free on Board - FOB)
- Giao hàng cạnh phương tiện vận chuyển (Free Along Side - FAS)
- Giao hàng gồm: giá thành, cộng cước phí vận chuyển (Cost and Freight - C&F hay CFR)
- Giao hàng gồm: giá thành cộng bảo hiểm và cước phí vận chuyển (Cost Insurance and Freight- CIF)
- Giao hàng tại bến cảng đích (Ex Dock - ED).

## Liên hệ với FOB hay EXW
Theo ý kiến của một số chuyên gia về vận tải thì việc nhập khẩu hàng hóa theo giá FOB hoặc EXW (Ex-works), thay vì giá CIF có lợi cho bên mua hơn, vì lý do sau:
- Nhập khẩu hàng trực tiếp từ nhà sản xuất nói chung có lợi hơn (giá tốt hơn, dễ thảo luận về mẫu mã, chất lượng - vì không qua khâu trung gian). Nhưng thường thì nhà sản xuất do chuyên môn hoá và tập trung cao vào sản xuất, họ sẽ không muốn lo việc vận chuyển và sẽ chỉ gửi báo giá Ex-Works (giá xuất xưởng) hoặc giá FOB cảng xếp hàng. Nếu bên mua vẫn cứ yêu cầu báo giá CFR/CIF, thì có thể sẽ bị thiệt, do nhà sản xuất thường không có chuyên môn cao về vận tải nên họ sẽ cộng thêm một giá cước khá cao, để đảm bảo an toàn. Trong khi đó, nếu nhập khẩu với giá FOB, bên mua có thể chủ động đàm phán với hãng vận tải (hoặc đại lý của họ) về vấn đề giá cước.
- Cũng thuận lợi, hiệu quả và an toàn như CIF. Chỉ cần chỉ định cho người bán rằng việc vận tải do công ty vận chuyển cùng đại lý của mình đảm nhận. Bảo hiểm hàng hoá mua ngay tại quốc gia bên mua hàng. Mọi phát sinh về hư hại, thiếu hụt, mất mát hàng hoá, giải quyết trực tiếp tại quốc gia bên mua bao giờ cũng thuận lợi hơn.

Tuy nhiên, tại Việt Nam hiện nay, đa số các công ty nhập khẩu hàng theo giá CIF/CFR cảng Việt Nam. Lý do có thể coi là cơ bản có lẽ là: Các công ty thường không có khả năng nhập khẩu trực tiếp khi hàng hóa đa dạng về chủng loại và phải thông qua một/vài trung gian tại nước sở tại để gom hàng. Chi phí để đảm bảo cho một văn phòng thu gom hàng tại nước bán hàng không rẻ cũng là một lý do để các công ty mua hàng qua trung gian. Trong trường hợp này thì bên bán hàng thường cố gắng giữ quyền thanh toán bảo hiểm và cước vận tải, nhằm giảm thiểu các chi phí. Một lý do khác là các công ty vận tải biển của Việt Nam chưa thực sự mạnh, đa phần làm đại lý cho các công ty vận tải nước ngoài và vấn đề cước không do các công ty Việt Nam quyết định. 
Cho đến nay vẫn còn tồn tại một suy nghĩ sai lầm là nhập hàng theo giá CFR/CIF sẽ an toàn hơn so với giá FOB, chẳng hạn: "Với giá CIF, trách nhiệm [đối với các rủi ro] chuyển từ người bán sang người mua khi hàng nhập cảng đến. Với giá FOB, trách nhiệm này chuyển ngay tại cảng nước ngoài". Thực tế, theo các điều khoản của Incoterms thì trách nhiệm trên chuyển ngay tại cảng xếp hàng, đối với cả điều kiện CFR/CIF lẫn FOB. (CIF và CFR chuyển trách nhiệm cho nhà vận tải hay nhà bảo hiểm khi xảy ra rủi ro)!